# Kazlų Rūda
Kazlų Rūda è una città della Lituania, situata nella contea di Marijampolė. Essa è inoltre il capoluogo del comune di Kazlų Rūda.